# ناحیه ابوکهف
ناحیه ابوکهف (به عربی: ناحیة أبو کهف) یک ناحیه در سوریه است که در منطقه منبج واقع شده‌است. ناحیه ابوکهف ۱۹٬۹۶۴ نفر جمعیت دارد.